# 에른스트 폰 글라저스펠트

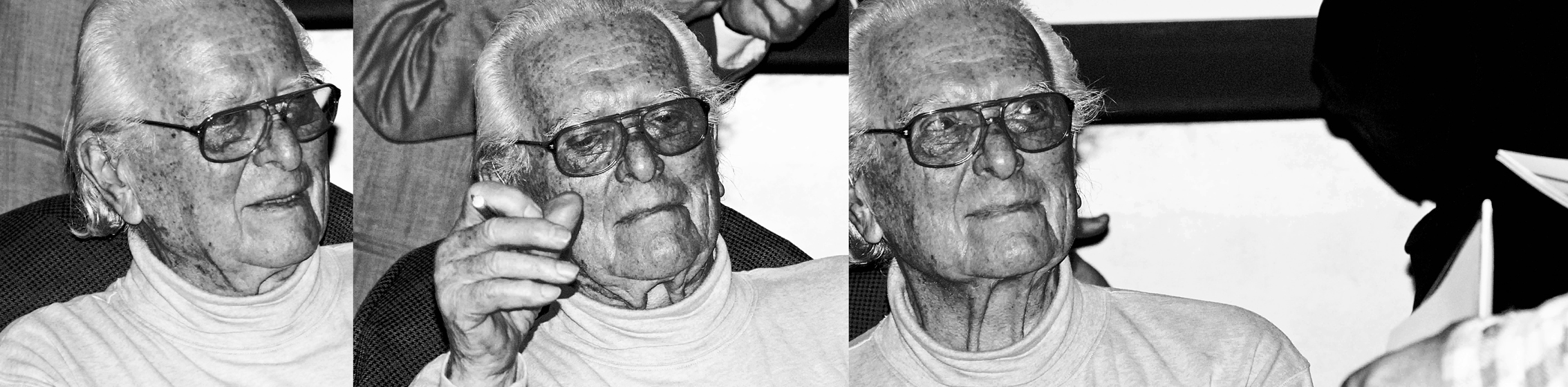
Glasersfeld (2008)

에른스트 폰 글라저스펠트(독일어: Ernst von Glasersfeld, 1917년 3월 8일 ~ 2010년 11월 12일)는 오스트리아와 미국의 심리학자, 철학자이다. 근본적 구성론의 제창자이며, 조지아 대학 심리학 명예 교수이며, 과학적 추리 연구소의 연구원이자 , 암허스트, 매사추세츠 대학 심리학과 겸임교수이다. 폰 글라저스펠트는 미국 사이버네틱스 협회 이사회 임원이며, 이 협회에서 1991년 맥쿨럭 기념상을 받았다. 그리고 리스본에 있는 피아제 연구소 과학위원회 회원이다.
글라저스펠트는 철학자이자 사이버네티션이며, 생애의 대부분을 아일랜드(1940년대), 이탈리아(1950년대) 그리고 미국(2006 현재)에서 보냈다.
잠바티스타 비코, 장 피아제의 발생론적 인식론, 조지 버클리의 지각 이론, 제임스 조이스의 피네건스 웨이크 그리고 여타 중요한 텍스트들을 갈고닦아서 그의 모델, 급진적 구성주의을 발전시켰다 - 이것은 이상 저자들이 어느 정도는 모두 공유하는 에토스다.
그는 또한 동물 언어 영역에서 사용되는 장치인, 렉시그램(lexigram)의 최초 120개 상징들을 만들었다.